# 대구광역시의 중학교 목록
다음 목록은 대구광역시에 있는 중학교 목록이다.

대구에는 총 124개의 중학교가 있다.

## 가
가창중학교 · 
강동중학교 · 
강북중학교 · 
경구중학교 · 
경명여자중학교 · 
경북대학교 사범대학 부설중학교 · 
경상중학교 · 
경서중학교 · 
경신중학교 · 
경암중학교 · 
경운중학교 · 
경일여자중학교 · 
경일중학교 · 
경혜여자중학교 · 
계성중학교 · 
고산중학교 · 
공산중학교 · 
관음중학교 · 
관천중학교 · 
구남중학교 · 
구암중학교 · 
구지중학교 · 
군위중학교 (우보분교)

## 나
노변중학교 · 
논공중학교 · 
능인중학교

## 다
다사중학교 · 
달서중학교 · 
달성중학교 · 
대건중학교 · 
대곡중학교 · 
대구동부중학교 · 
대구동중학교 · 
대구북중학교 · 
대구일중학교 · 
대구제일중학교 · 
대구중앙중학교 · 
대구중학교 · 
대구청라중학교 · 
대구체육중학교 · 
대구팔공중학교 · 
대륜중학교 · 
대명중학교 · 
대서중학교 · 
대진중학교 · 
대평중학교 · 
덕원중학교 · 
덕화중학교 · 
도원중학교 · 
동도중학교 · 
동변중학교 · 
동원중학교 · 
동촌중학교 · 
동평중학교

## 마
매천중학교 · 
매호중학교

## 바
범물중학교 · 
범일중학교 · 
복현중학교 · 
부계중학교 (효령분교) · 
북동중학교 · 
불로중학교

## 사
사수중학교 · 
산격중학교 · 
상서중학교 · 
상원중학교 · 
상인중학교 · 
새론중학교 · 
새본리중학교 · 
서남중학교 · 
서대구중학교 · 
서동중학교 · 
서변중학교 · 
서재중학교 · 
성곡중학교 · 
성광중학교 · 
성당중학교 · 
성명여자중학교 · 
성산중학교 · 
성서중학교 · 
성지중학교 · 
성화중학교 · 
소선여자중학교 · 
송현여자중학교 · 
수성중학교 · 
시지중학교 · 
신기중학교 · 
신명여자중학교 · 
신아중학교 · 
심인중학교

## 아
안심중학교 · 
영남중학교 · 
영신중학교 · 
오성중학교 · 
와룡중학교 · 
왕선중학교 · 
용산중학교 · 
운암중학교 · 
원화중학교 · 
월배중학교 · 
월서중학교 · 
월암중학교 · 
유가중학교 · 
율원중학교 · 
이곡중학교 · 
입석중학교 · 
의흥중학교

## 자
정화중학교 · 
조암중학교 · 
중리중학교 · 
지산중학교

## 차
천내중학교 · 
청구중학교 · 
칠곡중학교 · 
침산중학교

## 파
팔달중학교 · 
평리중학교 · 
포산중학교

## 하
학남중학교 · 
학산중학교 · 
한울안중학교 · 
현풍중학교 · 
협성경복중학교 · 
화원중학교 · 
황금중학교 · 
효성중학교